# Греція на літніх Олімпійських іграх 1928
Греція на літніх Олімпійських іграх 1928 не виборола жодної медалі.